# Organismus

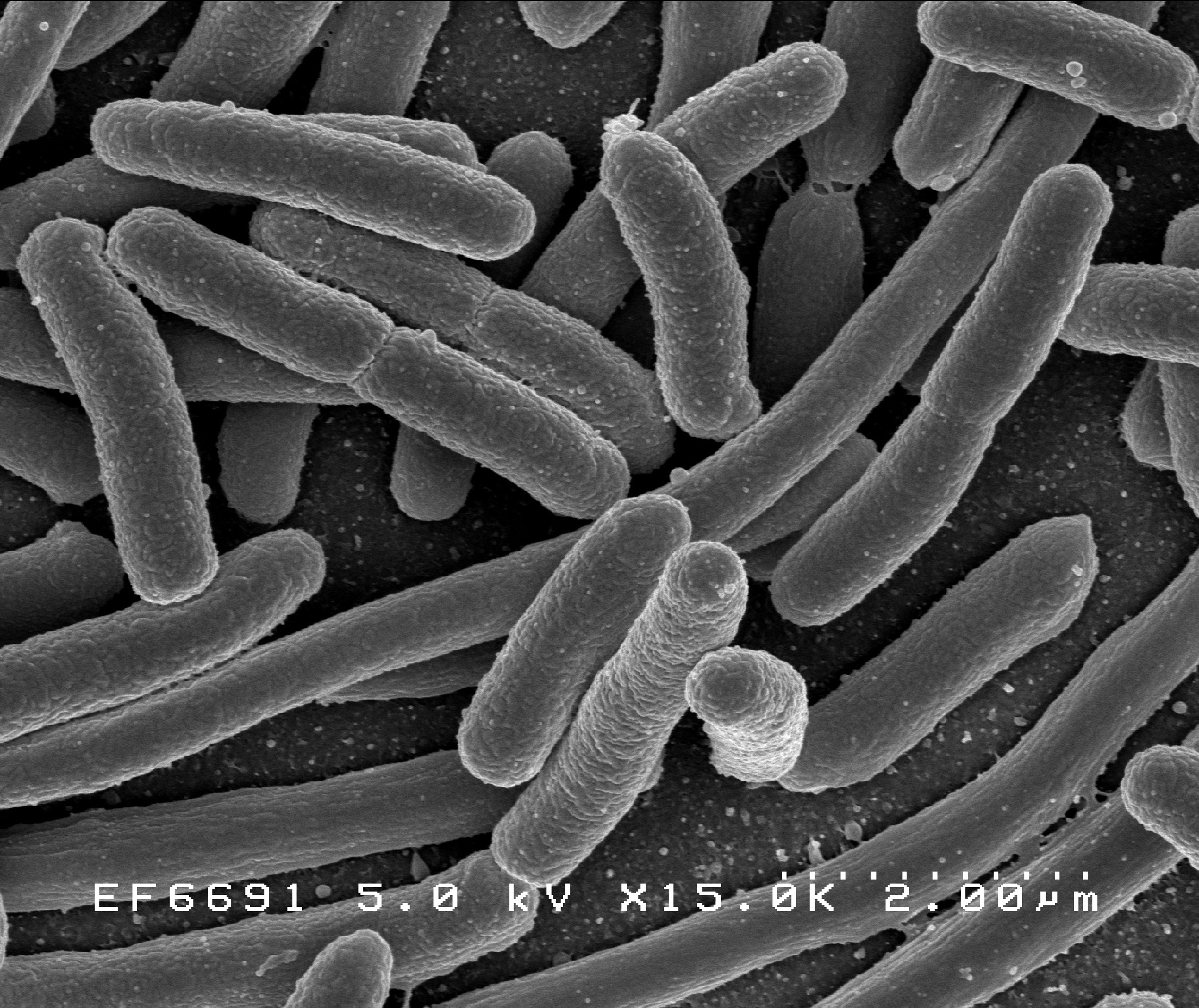
Bakterie Escherichia Coli

Organismus (organizmus, zastarale také „ústrojenec“) je v biologii i ekologii biologická entita. Slovo pochází z řeckého organon, což znamená instrument. Podle FAO jsou všechny organismy schopné reakce na vnější podněty, rozmnožování, růstu a stabilní existence.
Základní složkou živých organismů jsou buňky (viz kapitola o virech). Byly rozlišeny dva hlavní typy buněk prokaryotická a eukaryotická buňka. Prokaryota jsou obecně považována za reprezentanty dvou separátních domén, zvaných bakterie a Archea, které ve skutečnosti nejsou blíže jeden k druhému než Archea k eukaryotům. Dvě základní eukaryotické organely, mitochondrie a chloroplasty, se obecně považují za odvozené z endosymbiotických bakterií.
Existují i tzv. nebuněčné organismy, které se z níže uvedených důvodů někdy nepovažují za organismy. Jedná se především o viry, viroidy a priony. Nebuněčné organismy nejsou schopny samostatné existence nebo alespoň samostatného rozmnožování.

## Projevy života
Mezi projevy života patří charakteristické znaky společné pro všechny organismy.
- Chemické složení: bílkoviny, nukleové kyseliny, sacharidy
- Chemické procesy: základní metabolismus má stejný průběh (skládání a rozkládání látek)
- Dynamika, neustálé proměny a výměna látek, energie a informací s prostředím.
- Reakce na podněty z vnějšího prostředí a přizpůsobení se.
- Rozmnožování (reprodukce), vede k zachování rodu a druhu – na základě dědičnosti
- Dědičnost
- Růst, neplatí obecně
- Evoluce (vývoj), živé soustavy se neustále dlouhodobě přizpůsobují měnícím se podmínkám.
- Buňka je základní stavební a funkční jednotkou (výjimku tvoří nebuněčné organismy)

Tyto znaky ale nejsou univerzální. Mnoho organismů není schopných samostatného pohybu a nereagují přímo na své prostředí. Mikroorganismy jako bakterie nemusí provádět dýchání, ale používají alternativní metabolické cesty. Některé organismy nerostou, mají po celý život více méně konstantní velikost.

## Biologická organizace živé hmoty
Živá hmota se obecně dá zkoumat pod různým zvětšením, a hierarchie každého těla je přibližně následující:
- Atomy
  - Molekula
    - Makromolekula
      - Organela
        - Buňka
          - Tkáň či pletivo
            - Orgán (ne však u stélkatých organismů)
              - Orgánová soustava
                - Organismus

### Organizace prostředí
- Populace
  - Společenstvo (komunita)
    - Biom
      - Biosféra

## Klasifikace
Následující články jsou vstupními body pro informace o klasifikaci organismů:
- Biologická klasifikace
- Biologická nomenklatura (názvosloví)
- Druhy
- Poddruhy

## Viry
Viry nejsou typicky považovány za organismy, protože nejsou schopny samostatné reprodukce nebo metabolismu (látkové přeměny). Ale podle legislativy USA jsou považovány za mikroorganismy ve smyslu možného zneužití (terorismus atd.). Tato kontroverze je problematická, když i někteří paraziti a endosymbionti jsou též neschopní samostatného života. I když viry mají enzymy a molekuly charakteristické pro živé organismy, nejsou schopny přežití mimo hostitelskou buňku a většina jejich metabolických procesů vyžaduje hostitele a jeho „genetický mechanismus“. Původ těchto parazitů je nejistý, ale zdá se nejpravděpodobnější, že byly odvozeny od svých hostitelů.

## Délka života
Jeden ze základních parametrů organismu je jeho délka života. Některé organismy žijí velice krátce (dny, hodiny, bakterie Escherichia coli má generační dobu dokonce jen 20 minut), zatímco některé rostliny mohou žít tisíce let. Během svého života prochází většina organismů změnami, které obecně nazýváme stárnutí.

## Závislost organismu na prostředí
Vzhledem k jedné z definic, která říká, že organismus je časově a prostorově ohraničený otevřený systém, který komunikuje s vnějším prostředím, na kterém je časově závislý, má na délku života vliv mnoho faktorů:

### Závislost na vnějším prostředí
1. Neživé (abiotické) prostředí:

I. voda
II. kyslík
* aerobní organismy (potřebují kyslík)
* anaerobní organismy (nepotřebují kyslík), málo – např. tasemnice.
III. Světlo
* autotrofní organismy světlo je nutné pro fotosyntézu
* heterotrofní organismy světlo je nepřímo nutné
IV. Teplo
2. Živé (biotické) prostředí – zabývá se vztahy mezi organismy
I. Pozitivní (kladné) příklad: symbióza
II. Neutrální
III. Negativní – záporné příklad: parazit a hostitel, dravec a kořist.

## Rozměry
Největší známé jednotlivé organismy (nikoliv soubory geneticky identických klonů) jsou patrně obří stromy sekvoje a sekvojovce, dorůstající do výšky přes 115 metrů a hmotnosti přes 2000 kg. Z živočichů je nejtěžším známým druhem kytovec plejtvák obrovský s hmotností blížící se 200 tunám. Nejdelší (a zároveň největší suchozemští) obratlovci zase byli někteří druhohorní sauropodní dinosauři, jejichž délka se mohla pohybovat až kolem 40 metrů. Mnohé obří organismy (a to i mezi bezobratlými) se vyskytují zejména v mořích a oceánech.